# Giulia Amati
Giulia Amati est une réalisatrice et productrice franco-italienne de courts et longs métrages. 
Elle est connue pour filmer des réfugiés, en temps de guerre et de crise humanitaire.

## Biographie
Giulia Amati est de nationalité française et italienne. 
Elle étudie la philosophie à Rome et la production vidéo à l'université de New York. 
Depuis 2008, elle enseigne la réalisation lors d'ateliers et dans des universités italiennes. Depuis 2019, elle est productrice diplômée Eurodoc.

## Parcours cinématographique
Elle réalise en 2010, This Is My Land…Hebron avec Stephen Natanson, le long métrage remporte plus de vingt prix dont celui du meilleur documentaire italien du Festival dei Popoli. Ce film dresse un portrait de la ville d'Hébron. 160 000 Palestiniens vivent dans ce territoire. 600 Israéliens se sont installés dans le centre-ville et 2 000 soldats les protègent. Activistes, journalistes, membres du parlement et habitants témoignent de la violence quotidienne que cette situation provoque.
En 2016 elle réalise le documentaire Shashamane, qui est sélectionné dans 6 festivals dont le Festival international du film de Thessalonique. Pour ce documentaire, elle enquête pendant 3 ans. Elle filme à Shashamané en Éthiopie, Kingston en Jamaique, Birmingham et Londres en Grande-Bretagne. Shashamane est situé à 250 kilomètres de Addis-Abeba. Cette région a été offerte en 1948  par l’empereur Hailé Selassié à tous les afro-descendants qui souhaitent rentrer dans leur patrie d'origine. Elle a vécu avec la communauté Rasta de la ville.
En 2022, elle réalise Kristos, the last child. Giulia Amati a filmé pendant un an Kristos, le dernier enfant scolarisé de l'île Arki situé dans le Dodécanèse. Il doit choisir entre quitter son île et aller au collège ou arrêter l'école.

## Réalisations
- 2010 : This is my Land... Hebron (it)
- 2016 : Shashamane
- 2022 : Kristos, the last child

## Prix et distinctions

### This is my Land... Hebron
- Meilleur documentaire, Il Globo D’Oro (Italie), 2011
- Meilleur film, Festival des Droits humains, Naples, 2011
- Meilleur documentaire italien, Festival dei Popoli, Florence, 2011[10]

### Kristos, the last child
- Lauréat du meilleur film italien au Festival international du documentaire de Rome, 2022[11]
- Lauréat du Prix FIPRESCI, 2023[2]
- Premier prix du Prix ERT, 2023
- Prix du meilleur film grec décerné par les étudiants des universités de Thessalonique, 2023[12]
- Brouillon d’un rêve de la Scam*, 2024[13]